# Margaretha von Waldeck

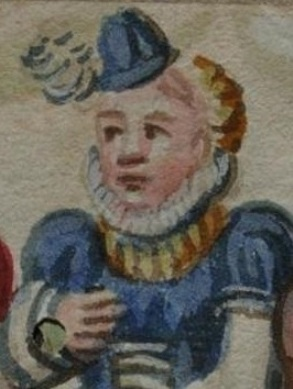
Margaretha von Waldeck

Margaretha von Waldeck (22 mei 1533 – Brussel, 15 maart 1554) was de dochter van Filips IV, graaf van Waldeck-Wildungen (1493-1574) en zijn eerste vrouw, Margaretha Cirksena (1500-1537), dochter van Edzard I, graaf van Oost-Friesland. Het sprookje van Sneeuwwitje zou mogelijk gebaseerd zijn op haar leven.

## Leven
Volgens stadsdocumenten van Bad Wildungen was ze beroemd om haar schoonheid. Haar moeder overleed toen ze amper vier was. Sinds 1539 had ze een zeer strenge stiefmoeder, Katharina von Hatzfeldt (1510-1546) en misschien kort daarna werd Margaretha opgevoed in Weilburg aan het hof van Filips III, graaf van Nassau-Weilburg.
In 1545 reist ze door het Siebengebirge ("zeven heuvels") om bij haar moeders broer Johann Cirksena (1506-1572) te gaan wonen op het kasteel Valkenburg, in het huidige Limburg, Nederland. In 1549 stuurt haar vader haar door naar het Brusselse hof van Maria van Hongarije, landvoogdes van de Habsburgse Nederlanden en zus van Karel V, de Heilige Roomse Keizer. Margaretha's aanwezigheid aan het hof was deels bedoeld om de relatie van haar vader met de keizer te verbeteren en om de vrijlating te bekomen van Filips I, landgraaf van Hessen, die in Brussel gevangen zat voor zijn rol in de Schmalkaldische Oorlog.
De situatie aan het hof was gecompliceerd omdat verschillende hooggeplaatste personen dongen naar de hand van Margaretha, waaronder Lamoraal van Egmont. De zoon van Karel V, kroonprins Filips, arriveerde in 1549 aan het hof van zijn tante. Volgens de overlevering achtervolgde hij Margaretha tijdens de paar maanden dat hij daar was, hoewel er nooit sprake kon zijn van een officiële relatie, omdat ze luthers was. Drie bewaard gebleven brieven van Margaretha aan haar vader laten zien dat haar gezondheid de volgende jaren gestaag achteruit ging en ze stierf op 21-jarige leeftijd in maart 1554. In Waldeckse kronieken werd gesuggereerd dat ze was vergiftigd. Ze zou begraven zijn in Brussel in de buurt van de Beurs.

## Inspiratie voor Sneeuwwitje?
Eckhard Sander beweerde in de jaren 1990 in zijn boek Schneewittchen: Märchen oder Wahrheit? (Sneeuwwitje: is het een sprookje?) dat Margaretha's leven de inspiratie was voor het verhaal van Sneeuwwitje. Aangezien de tweede vrouw van haar vader echter in 1546 overleed en hij pas in oktober 1554 hertrouwde, was haar stiefmoeder geen verdachte in de vermeende vergiftigingszaak. Margaretha's vader bezat verschillende kopermijnen; de meeste arbeiders waren kinderen. Volgens Sander werden de zeven dwergen geïnspireerd door kinderarbeid in het kopermijndorp Bergfreiheit, nu een stadsdeel van Bad Wildungen dat zichzelf Schneewittchendorf (Sneeuwwitje-dorp) noemt. Net als de dwergen uit het sprookje leefden de kinderarbeiders daar in groepen van ongeveer 20 in een eenkamerwoning.
Sanders theorie werd ook toegepast op de geschiedenis van de kinderen van Margaretha's broer, evenals volksverhalen uit de omgeving – hij suggereerde dat de boze moederfiguur uit het leven van Margaretha's nichtje kwam, en de prachtige bruiloft uit het leven van haar neef. Professionele folkloristen en geleerden beschouwen Sanders theorie over het algemeen als onwaarschijnlijk en niet overtuigend.
Het Suske en Wiske album Het ware witje is geïnspireerd op Sander's theorie.